# Gustav Bergmann (Prediger)
Gustav Bergmann, seit 1787 von Bergmann (* 28. März 1749 in Neuermühlen bei Riga; † 30. Juni 1814 in Rujen) war ein deutschbaltischer Pastor, Schriftsteller und Arzt.

## Leben
Gustav Bergmann wurde 1749 als Sohn des Landpfarrers Balthasar Bergmann (1703–1768) und dessen Frau Anna Elisabeth Depkin (1712–1784) in Livland geboren. Zunächst wurde er von Hauslehrern unterrichtet, danach besuchte er ab seinem 15. Lebensjahr das Wilhelm-Ernst-Gymnasium Weimar, wo er laut Matrikel Ende September 1763 in die zweite Klasse aufgenommen wurde. Er war dort auch Vorfechter bei dem Fechtmeister Siegmund Weischner. An der Leipziger Universität kam er auch mit Goethe in Konflikt.
Am 1. Oktober 1767 begann Bergmann ein Studium der Theologie und der Naturwissenschaften an der Universität Leipzig. Prägung erfuhr er dort durch den aufklärerischen Theologen Johann August Ernesti (1707–1781). Seine Begeisterung für die Naturwissenschaften wurde wahrscheinlich vom Experimentalphysiker Johann Heinrich Winckler (1703–1770) geweckt.
Im März 1770 beendete Bergmann sein Studium und kehrte wieder nach Riga zurück. Im September desselben Jahres erhielt er die Zulassung zum Predigtamt und trat unter dem Einfluss des Anatomen Justus Christian Loder und des Pädagogen Johann Christoph Brotze in eine Freimaurerloge ein. Im Juni 1771 erreichte ihn dann der Ruf in das Pastorat Arrasch bei Wenden.
Nach seiner Berufung in das Pastorat Salisburg im Juni 1780 stellte Bergmann fest, wie wenig sich das Kirchenschrifttum bis dahin verbreitet hatte und dass noch zum Teil heidnisches Brauchtum gängig war. Mit der Familie des russischen Staatsmannes Jakob Johann von Sievers, der in der Nähe von Salisburg auf einem Landgut lebte, pflegte er engen Kontakt. Besonders Peter von Sievers war er freundschaftlich verbunden, wie Gelegenheitsdichtungen dokumentieren.
Wohl aufgrund der großen Entfernung von den Druckereien in Riga, Dorpat und Reval entschloss er sich 1782 zur Gründung einer Privatdruckerei. Lediglich elf Titel sind hier bis 1785 gedruckt worden, dann wechselte Bergmann in das nicht weit entfernte Pastorat Rujen, wo er Ende März die Amtsgeschäfte übernahm. Gemeinsam mit seinen Brüdern Balthasar und Liborius erwarb Gustav den römischen Reichsadel, der mit Diplom vom 8. Juli 1787 von Kaiser Joseph II. in Wien verliehen wurde.
Das Pfarrhaus wurde zum Zentrum gebildeter Kreise und des Gemeindelebens. Eine enge Freundschaft verband ihn mit dem Geistlichen Christian David Lenz in Riga, wo er sich durch sein Amt als Assessor des livländischen Oberkonsistoriums (ab 1807) häufiger aufhielt. In diesem Amt setzte er sich nachdrücklich für den Auf- und Ausbau des Volksschulwesens ein. Eine bedeutende Rolle kam Bergmann zudem als Vermittler zwischen Deutschen und Letten zu. Er trat für die Aufhebung der Leibeigenschaft ein und wandte sich gegen eine gesellschaftliche Spaltung.
Angesichts des damaligen Mangels an Ärzten widmete er sich ebenfalls der Tätigkeit als Landarzt bei seinen Gemeindemitgliedern und auch beim Adel. Hauptsächlich setzte sich Bergmann hier für die Entwicklung der Pockenschutzimpfung, mit der er in 30 Jahren etwa 12.000 Personen impfte und zur Anerkennung im Jahr 1802 von Zar Alexander I. eine goldene Medaille verliehen bekam. 1806 ernannte man ihn schließlich zum Ehrenmitglied der naturforschenden Gesellschaft zu Moskau.

## Werke
Bergmann beschäftigte sich zeitlebens intensiv mit der lettischen Sprache, die ihm von klein auf vertraut war. Förderung erfuhr er dahingehend durch Urgroßvater Liborius Depkin (1652–1708), der als einer der besten Kenner des Lettischen im 17. Jahrhundert galt. Bergmann erbte von ihm wichtige Manuskripte, in deren Tradition er selbst verschiedene lettische Schriften für die protestantische Glaubensunterweisung veröffentlichte.
Darüber hinaus schrieb er Bücher über lebenspraktische Hilfestellungen, beteiligte sich an der dritten lettischen Bibelausgabe und veröffentlichte Gesangbücher. In seinen Werken bemühte er sich, die Mentalität und Kultur der Letten, wie sie sich in den Volksliedern offenbaren, zu erfassen. Er schuf die erste Zusammenstellung und Veröffentlichung lettischer Volkslieder (1807/08) und gilt als einer der fruchtbarsten und zu seiner Zeit beliebtesten lettischen Schriftsteller. Zu beachten sind auch seine medizinischen Veröffentlichungen. So schrieb Bergmann u. a. Über die funktionale Pathologie und zur inneren Medizin.
Bergmanns Werke werden noch heute nachgedruckt.